# Sibine zellans
Sibine zellans är en fjärilsart som beskrevs av Dyar 1927. Sibine zellans ingår i släktet Sibine och familjen snigelspinnare. Inga underarter finns listade i Catalogue of Life.